# Abbazia di Kilwinning

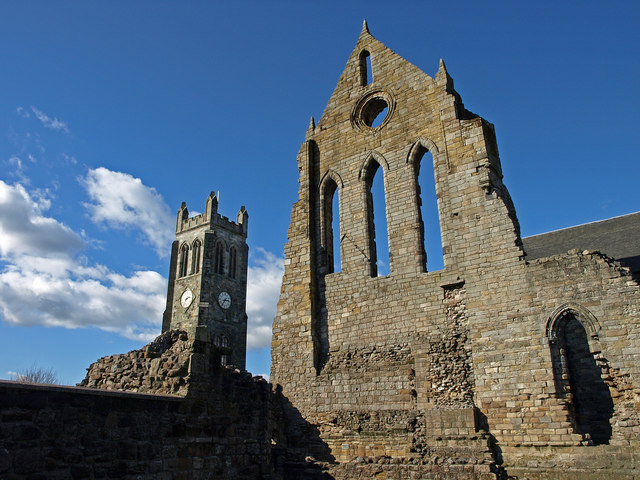
Kilwinning (Scozia): le rovine dell'abbazia

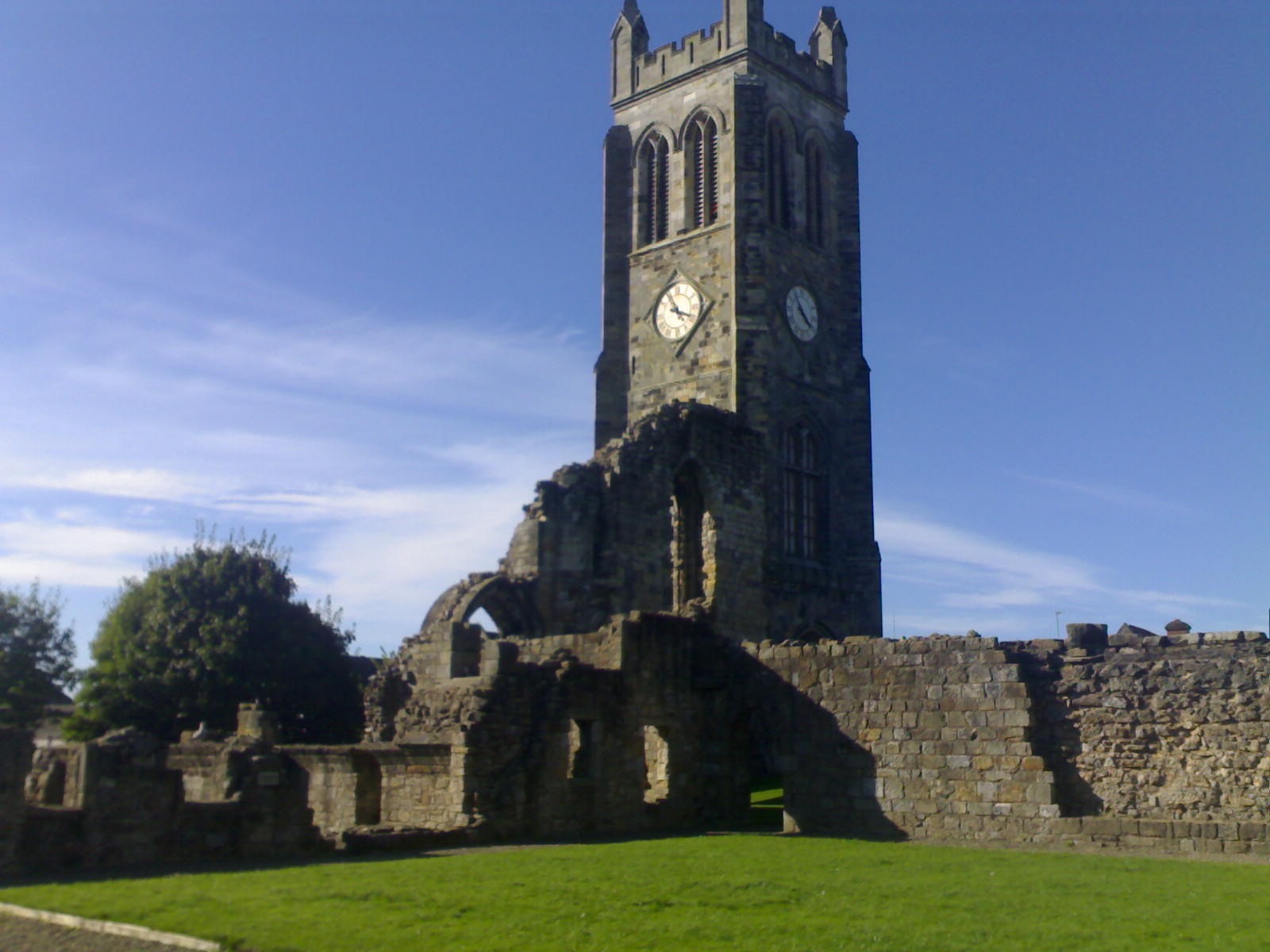
La torre dell'orologio

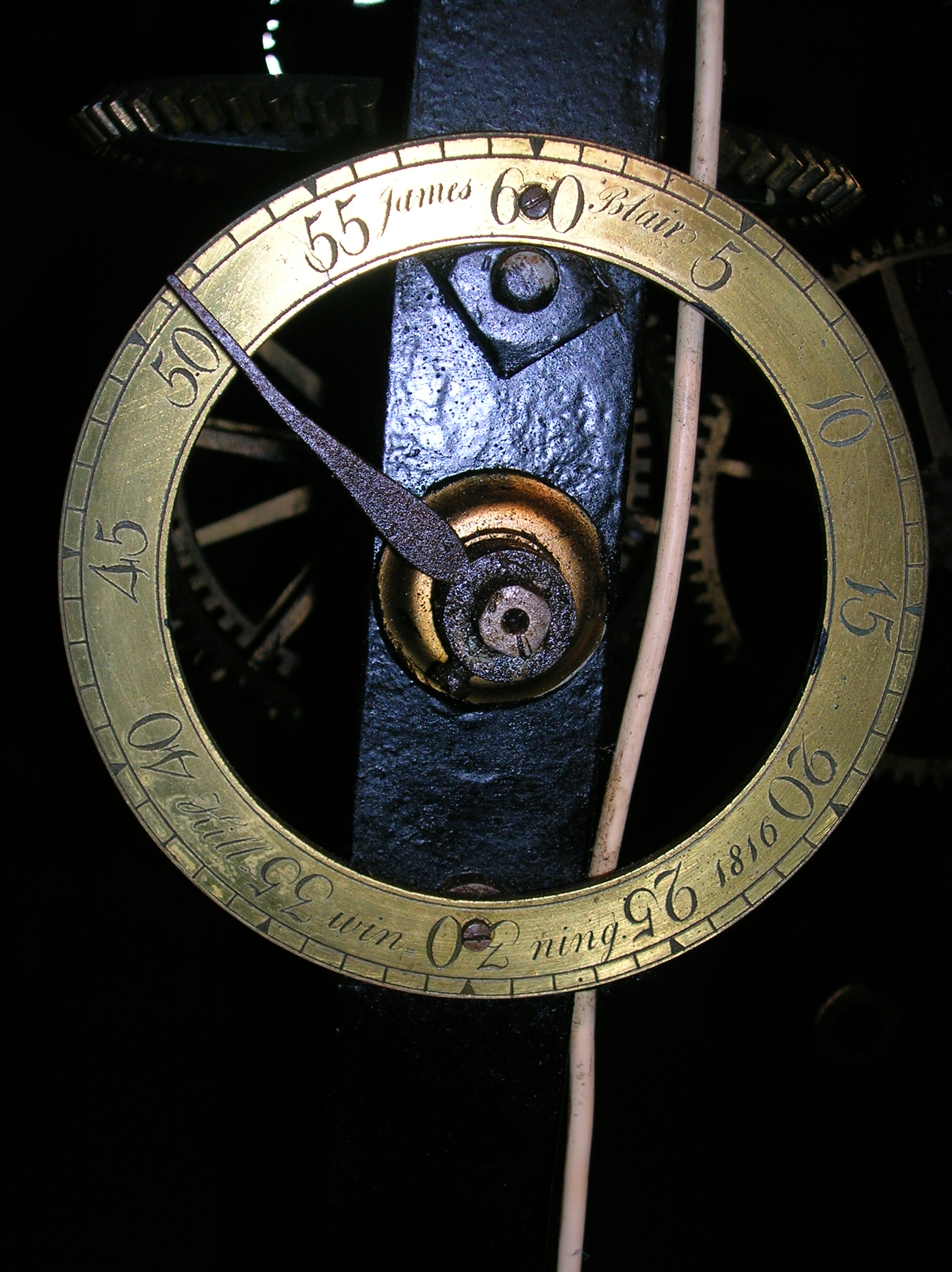
L'orologio all'interno della torre

L'abbazia di Kilwinning (in inglese: Kilwinnig Abbey) è un'abbazia benedettina in rovina della cittadina scozzese di Kilwinning, nell'Ayrshire Settentrionale (Scozia sud-occidentale), costruita tra il 1162 e la seconda metà del XIII secolo e fondata da monaci tironensi provenienti dall'abbazia di Kelso . Fu una delle abbazia scozzesi più fiorenti per circa 400 anni.

## Descrizione
La chiesa abbaziale aveva un tempo una lunghezza di 225 piedi, con una navata dall'ampiezza di 65 piedi.
Tra le poche parti tuttora ben visibile, vi è la torre dell'orologio.

## Storia
L'abbazia di Kilwinning fu fondata intorno al 1162   come "sorella minore" dell'abbazia di Kelso . Il progetto fu probabilmente finanziato da Richard de Mor(e)ville, figlio di Hugh de Mor(e)ville e signore di Cunnhinghame e di Lauderdale e Constable di Scozia.
I primi lavori di costruzione dell'abbazia, inizialmente occupata da monaci tironensi che seguivano la regola benedettina, terminarono intorno al 1187/1189.. Tuttavia, i lavori di ampliamento proseguirono per circa un secolo e, nonostante questi, l'abbazia rimase parzialmente incompleta..
Tra il XIV e il XV secolo, periodo di massimo splendore, l'abbazia poteva ospitare 40 monaci, una cifra che poi si ridusse a 16 nel corso del XVI secolo . Complessivamente, ospitò 15 abati, tra i quali il più famoso fu Bernardo di Kilwinning, che vi risiedette nel 1296; l'ultimo abate fu invece Gavin Hamilton..
|  |

Il declino dell'abbazia coincise con l'avvento della riforma protestante nel XVI secolo: nel 1591, in seno alla riforma, parte dell'abbazia fu demolita su ordine dei signori di Argyll e Glencairn.
In seguito, il lato orientale della chiesa abbaziale fu restaurato, ma fu successivamente demolito e trasformato nel 1775 nell'attuale chiesa parrocchiale.
|  |

Nel 1805 la torre dell'orologio fu danneggiata dalla luce  e qualche anno dopo subì anche un crollo parziale. Dovette quindi essere ricostruita nel 1815.